# Landkreis Schamil
Schamil (persisch دهستان شمیل) ist ein iranisches Dehestan in der Provinz Hormozgan. Die Hauptstadt ist das Dorf Schamil.
Bei der Volkszählung 2006 betrug die Bevölkerungszahl (als Teil des Takht-Distrikts) 22.280 in 4.949 Haushalten. Bei der folgenden Volkszählung im Jahr 2011 lebten 24.154 Einwohner in 6.198 Haushalten. Bei der letzten Volkszählung im Jahr 2016 betrug die Einwohnerzahl des Landkreises 24.268 in 6.924 Haushalten. Das größte der 56 Dörfer war Hasan Langi-ye Bala mit 1.943 Einwohnern.
Nach der Volkszählung wurde der Landkreis durch die Gründung des Bezirks Shamil vom Bezirk getrennt, der in zwei Landkreise aufgeteilt wurde.